# Høsten
Høsten er en bebyggelse på Sydsjælland i Sønder Dalby Sogn under Faxe Kommune. Bebyggelsen ligger 2 kilometer nord for Dalby og 5 kilometer øst for Haslev.
Landsbyen nævnes omkring 1370 (Høstæn) og blev udskiftet i 1798. Høsten er den by i sognet, der har haft flest gårde. I 1664 havde byen 3 hus samt 13 gårde, hvor de fleste af gårdene hørte til Turebygård.
Der var mange kilder ved Høsten, og ved Røglemosegård lå en kilde, der hed Abelskilden. Selve kilden er tilstoppet, men en bakke derved hedder derfor Abelsbakke.
I Høsten ligger gårdene: Toftebjerggård, Højsteensgård, Højstensminde, Kildegård, Kærsgård, Højlandsgård, Brogård, Egebæksgård, Røglemosegård, Gammelsøgård, Hørsænkegård og Valborgsminde.